# Malý Salatín
Malý Salatín (polsky Mały Salatyn, 2046 m n. m.) je hora v Západních Tatrách na Slovensku. Nachází se v hlavním hřebeni mezi Salatínem (2048 m) na severozápadě a Spálenou (2083 m) na jihovýchodě. Zatímco Salatín je oddělen Prostredným Salatínským sedlem (2012 m), na druhé straně hřeben klesá přes nevýrazný vrchol Salatínská kopa (1925 m) do Zadného Salatínského sedla (1907 m), za nímž se zvedá rozeklanými Skriniarkami k vrcholu Spálená. Severovýchodním směrem vybíhá z hory do Roháčské doliny krátká rozsocha Zadného Salatínu (1773 m), která vzájemně odděluje Salatínskou dolinu na severozápadě a dolinu Zadná Spálená na jihovýchodě. Další rozsocha vybíhá na jihozápad přes vrchol Lysec (1830 m) k vrcholu Jalovská hora (1697 m), kde klesá k soutoku Bobrovecké doliny a doliny Parichvost. Tato rozsocha odděluje Hlubokou dolinu a dolinu Podválovec.

## Přístup
- po červené  turistické značce z vrcholu Brestová nebo z Baníkovského sedla
- po zelené  turistické značce z doliny Parichvost

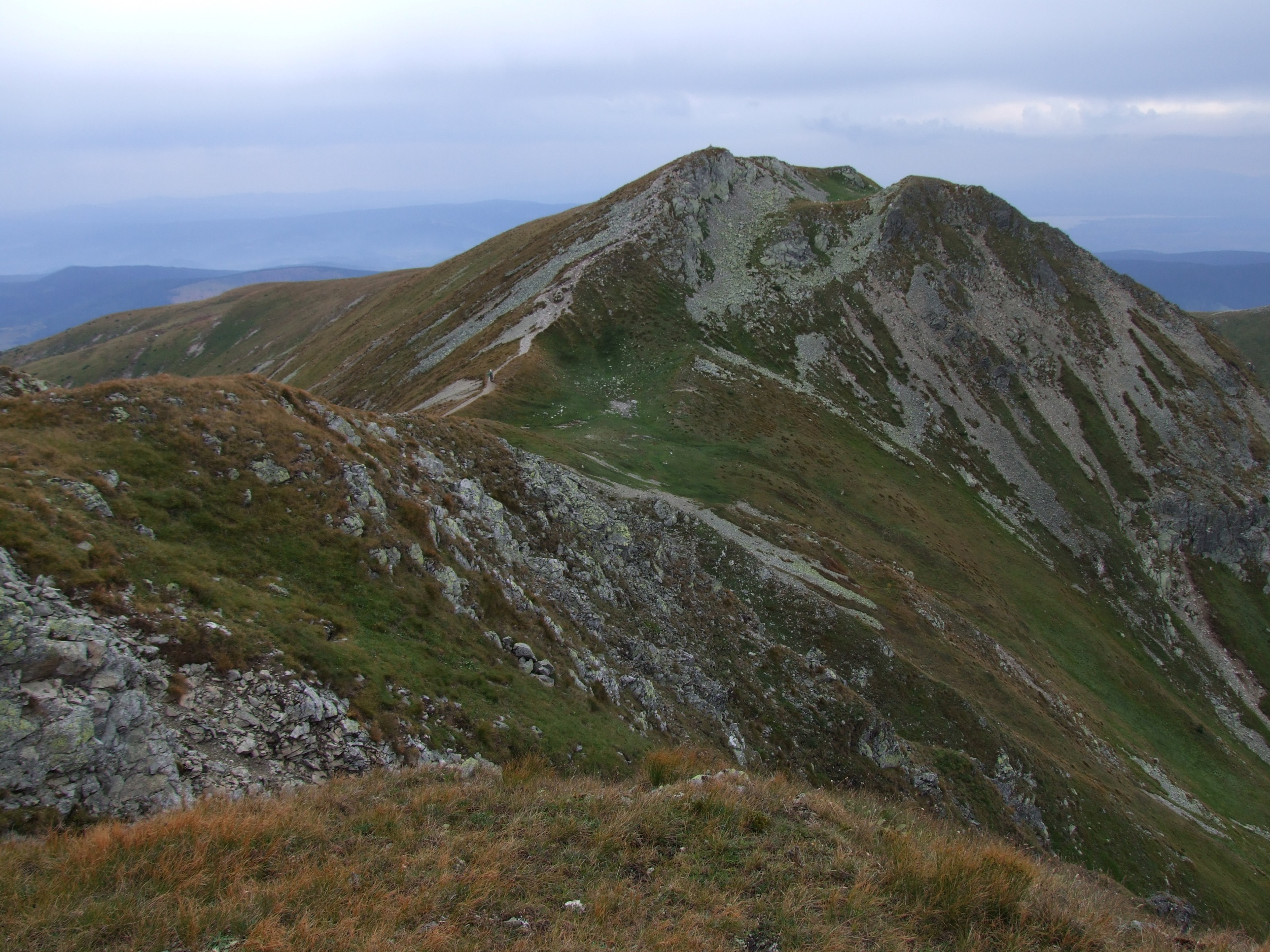
Výhled z vrcholu směrem k Salatínu